# Карлос Менем
Карлос Саул Менем (на испански: Carlos Saúl Menem) е аржентински политик, който е президент на Аржентина от 1989 до 1999 г. Сенатор от провинция Ла Риоха.

## Биография

### Произход и младежки години
Карлос Менем е роден през 1930 г. в Анижако (Anillaco), малко градче в планинския север на провинция Ла Риоха, Аржентина. Родителите му са араби имигранти от сирийското село Ябруд (част от Османската империя, когато те са имигрирали), и като млад, той се присъединява към баща си като търговец. Менем, учи в Националния университет в Кордоба, и получава степента „Abogado“, което се равнява на бакалавърска степен по право, през 1955 година. Като студент по право, той става перонист, и след свалянето на президента Хуан Перон същата година, попада за кратко в затвор. По-късно става член на перонистката партия и е избран за неин председател в провинция Ла Риоха през 1983 година. Карлос Менем е роден мюсюлманин, но приема християнството, за да стане президент на Аржентина.

### Президент
Като президент, Карлос Менем започва основна промяна на аржентинската вътрешна политика. Мащабните структурни реформи изменят ролята на държавата в икономическия живот на Аржентина. По ирония на съдбата, перонистът Менем ръководи приватизацията на много производства, които Перон е национализирал. Менем не е склонен да използва правомощията на президентството за издаването на декрети, когато Конгреса не е в състояние да постигне консенсус по предложени от него реформи. Тези правомощия са ограничени до известна степен с реформирането на конституцията през 1994 г., в резултат на сключването на т.нар. Маслинен договор (Pacto де Olivos) с опозиционната Радикална партия. Това споразумение отваря пътя за Менем да търси преизбиране и той печели с 50% от гласовете в тристранната президентска надпревара през 1995 г. По това време се заражда движението на пикетеросите.
На изборите през 1995 г. за първи път се появява умереният ляв политически съюз FrePaSo. Тази алтернатива на двете традиционни политически партии в Аржентина е особено популярна в столицата Буенос Айрес, но липсва националната структура на перонистите и радикалите. Като важно развитие в политическия живот на Аржентина, и трите основни партии в надпреварата през 1999 г. възприемат икономическа политика за свободен пазар.